# Вефальд, Александер
Александер Вефальд (норв. Alexander Wefald; 25 ноября 1978, Осло) — норвежский гребец-байдарочник, выступал за сборную Норвегии в середине 2000-х годов. Участник летних Олимпийских игр в Афинах, серебряный призёр чемпионата Европы, победитель многих регат национального и международного значения.

## Биография
Александер Вефальд родился 25 ноября 1978 года в Осло. Активно заниматься греблей начал с раннего детства, проходил подготовку в Беруме в местном одноимённом каноэ-клубе «Берум».
Первого серьёзного успеха на взрослом международном уровне добился в 2004 году, когда попал в основной состав норвежской национальной сборной и побывал на чемпионате Европы в польской Познани, откуда привёз награду серебряного достоинства, выигранную в зачёте четырёхместных байдарок на дистанции 1000 метров.
Благодаря череде удачных выступлений удостоился права защищать честь страны на летних Олимпийских играх 2004 года в Афинах — в составе четырёхместного экипажа, куда также вошли гребцы Андреас Йерсёэ, Якоб Норенберг и Маттис Несс, на тысяче метрах дошёл до финальной стадии турнира и показал в решающем заезде пятый результат, немного не дотянув до призовых позиций.
Впоследствии, тем не менее, Вефальд не показывал сколько-нибудь значимых результатов на международной арене — вскоре по окончании афинской Олимпиады принял решение завершить карьеру профессионального спортсмена, уступив место в сборной молодым норвежским гребцам.